# Antoine Piazza
Pour les articles homonymes, voir Piazza.
Antoine Piazza (né en 1957 dans le Tarn) est un romancier français. Roman fleuve a été sélectionné pour les prix Femina, France Télévisions et Wepler, Les ronces a reçu le Prix des Deux-Magots.

## Parcours
Actuellement, il vit et travaille à Sète.

## Publications
- Roman fleuve, Rodez, Éditions du Rouergue, 1999[2],[3],[4].
- Mougaburu, Rodez, Éditions du Rouergue, 2001[5].
- Les ronces, Rodez, Éditions du Rouergue, 2006, prix des Deux Magots[6].
- La route de Tassiga, Rodez, Éditions du Rouergue[7], 2008.
- Un voyage au Japon, Arles, Éditions du Rouergue, 2010[8],[9].
- Le chiffre des sœurs, Arles, Éditions du Rouergue, 2012,  (ISBN 978-2-8126-0313-6)[10].
- Tours de garde, Arles, Editions du Rouergue, 2015,  (ISBN 978-2-8126-0747-9)
- Histoires et géographies, Arles, Editions du Rouergue, 2016, (978-2-8126-1038-7)

## Sur quelques ouvrages

### Le chiffre des sœurs
Le chiffre désigne les broderies aux initiales des quatre tantes du narrateur-auteur, nées dans les années 1910-1930 : Annabelle (Nabelle, mariée à Louis), Armelle (professeur de piano, à Paris, mariée à René, haut fonctionnaire), Angèle (religieuse), Alice (infirmière militaire). Le texte évoque la famille entre 1906 et 1999, date de la cérémonie funèbre d'Alice à Nice. La famille, depuis Chambéry (où le grand-père a été professeur) et surtout Maillac (pseudonyme d'une petite ville industrielle du sud-ouest du Massif Central, peut-être Mazamet, où l'oncle Louis a tenu une usine de gélatine), a beaucoup circulé : Saint-Céré (Pierre Benoît, Jean Lurçat), Font-Romeu, Aire-sur-l'Adour, Le Gourg de l'Œil, Leucate, Paris, Haute-Maurienne, et à l'étranger : Venise, Spitzberg, Minsk...
Pour mes tantes, qui étaient des machineries résistantes ignorant la chaleur ou le froid et qui enduraient les mauvais traitements ou l'ingestion de mets avariés, les enfants des nouvelles générations étaient fragiles et maladifs (p. 139).
Ce livre a fait l'objet d'une recension négative dans La Libre Belgique. La critique Monique Verdussen y juge que Piazza « ne réussit […] pas, avec ce dernier livre, un récit inspiré de son histoire familiale, à capturer longuement un lecteur tôt perdu au milieu de personnages qu'il différencie mal, de situations qui manquent d'envergure, de descriptions qui contribuent à le désorienter ». Elle conclut : « Rien n'émerge vraiment de cette histoire où l'on confond souvent les personnages, les lieux et les situations. C'est dommage. […] Antoine Piazza a un style et un regard. Encore devrait-il s'attacher à devenir véritablement conteur. »